# Vonyarcvashegy
Vonyarcvashegy är en ort i Ungern.   Den ligger i provinsen Zala, i den västra delen av landet, 160 km sydväst om huvudstaden Budapest. Vonyarcvashegy ligger 113 meter över havet och antalet invånare är 1 902. Den ligger vid sjöarna  Keszthelyi-öböl Fűzfői-öböl och Balaton.
Terrängen runt Vonyarcvashegy är platt söderut, men norrut är den kuperad. Terrängen runt Vonyarcvashegy sluttar söderut. Runt Vonyarcvashegy är det ganska tätbefolkat, med 86 invånare per kvadratkilometer. Närmaste större samhälle är Keszthely, 5,3 km väster om Vonyarcvashegy. I omgivningarna runt Vonyarcvashegy växer i huvudsak blandskog.